# Anselm Lautenschlager
Anselm Lautenschlager (* 10. März 1888; † 18. März 1958) war ein deutscher Kapitän zur See der Reserve der Kriegsmarine. Lautenschlager war einer von 13 Offizieren, die den Dienstgrad eines Kapitäns zur See der Reserve in der Kriegsmarine erreichte.

## Leben
Anselm Lautenschlager trat am 1. April 1908 in die Kaiserliche Marine ein. 1914 war er als Leutnant zur See (Beförderung am 27. September 1911) bei der 2. Torpedodivision. Später war er bis November 1914, ab 19. September 1914 als Oberleutnant zur See, auf dem Torpedoboot D 9 eingesetzt und wechselte dann bis März 1916 auf V 30. Von März 1916 bis Februar 1918 war er Kommandant des Torpedobootes. Bis Kriegsende war er Lehrer an der U-Boots-Schule und zeitgleich Kommandant von UB 92. Am 28. April 1918 wurde er zum Kapitänleutnant befördert.
Als im November 1918 der sogenannte Überführungsverband, welcher einen Teil der ehemaligen Kaiserlichen Flotte nach Scapa Flow überführen sollte, unter dem Konteradmiral Ludwig von Reuter gebildet wurde, wurde Lautenschlager hier Erster Admiralstabsoffizier.
Am 28. August 1920 wurde er aus der Marine verabschiedet.
Von September 1939 bis September 1940 war er als Korvettenkapitän Chef der neu aufgestellten 18. Minensuchflottille. Im September 1940 wurde der Leiter der Minenräumarbeiten Westfrankreich eingerichtet und Lautenschlager übernahm diese Position, welche im Oktober 1940 zum 2. Führer der Minensuchboote Westfrankreich wurde. Als im Februar 1941 diese Stelle aufgelöst wurde, wurde er im gleichen Monat Kommandeur der neu aufgestellten 4. Sicherungs-Division und führte diese bis Mai 1944. In dieser Funktion erhielt er als Fregattenkapitän der Reserve am 12. Februar 1942 das Deutsche Kreuz in Gold. Im Oktober 1942 wurde er Kapitän zur See d. R.
Im Frühjahr 1944 wurde die Dienststelle Inspekteur Minenräumdienst Donau (IMRDD) mit Sitz in Belgrad gebildet, welche er bis Kriegsende übernahm.